# آنتونی کورونه
آنتونی کورونه (ایتالیایی: Antoni Corone) یک هنرپیشه و تهیه‌کنندهٔ اهل ایالات متحده آمریکا است که در هالیوود، فلوریدا سکونت دارد.
او در ویلووگبی و ویکلیف، اوهایو بزرگ شد.
از فیلم‌ها یا برنامه‌های تلویزیونی که وی در آن نقش داشته است می‌توان به قانون شجاعت، دوستت دارم فیلیپ موریس، جنایات جنسی، خون و شراب، رقص برهنه، خارج از زمان، پسران بد ۲، شب مال ماست، فرزند آفتاب و قتل ۱۰۱  اشاره کرد.
نقش‌آفرینی‌های اخیر وی جاده رزرو (۲۰۰۷)، درام جنگی منطقه سبز به کارگردانی پل گرینگرس، و سریال تلویزیونی ۲۰۱۴ میلادیِ جاده سرخ را شامل می‌شود.